# آلباتروس سی۵
آلباتروس سی۵ (به انگلیسی: Albatros_C.V) یک هواگرد از نوع هواگرد شناسایی ساخت شرکت آلباتروس فلوکتسایک‌ورک در آلمان است. در مجموع، تعداد ~۴۰۰ فروند از این هواگرد ساخته شده‌است.